# The Flandshees of Innersimpson
«The Flandshees of Innersimpson» (titulado «Los Flandshees de Innersimpson» en Hispanoamérica y «Almas en pena de Springfield» en España) es el duodécimo episodio de la trigésimo sexta temporada de la serie de televisión de animación estadounidense Los Simpson, y el episodio 783 en total. Se emitió en Estados Unidos en Fox el 30 de marzo de 2025. El episodio fue escrito por Dan Vebber y dirigido por Chris Clements.
En este episodio, Flanders deja de hablar con Homer después de que su plan para convertir a Bart en DJ le impida dormir. Rachel Bloom, Jane Kaczmarek y Fiona Shaw actuaron como estrellas invitadas. El episodio recibió críticas positivas.

## Trama
Cuando Homer ve carteles publicitarios de residencias para DJ y se entera de que ganan millones de dólares cada noche, recluta a Bart para que se convierta en DJ y así poder conseguir una mansión gracias a las ganancias de Bart. Bart practica en el sótano en mitad de la noche. Después de que Marge se queje del ruido, Homer anuncia la residencia de Bart en su casa del árbol, y éste actúa para los niños del pueblo. Flanders le pide a Homer que Bart sea más silencioso, pero Homer le ignora. Al día siguiente, Flanders compra auriculares con cancelación de ruido para él y sus hijos, pero Homer se los pide prestados. Esa noche, los Simpson duermen con los auriculares durante la actuación mientras los Flanders se mantienen despiertos. Por la mañana, los Simpson se despiertan en una casa del árbol destruida porque la actuación ha sido demasiado ruidosa. Debido al ruido, un enfurecido Flanders deja de hablar con Homer.
Homer parece complacido pero sigue hablando de la situación con Marge. Durante los nueve meses siguientes, intenta que Flanders hable con él, pero no lo consigue. Marge intenta discutir la situación con Flanders, pero, tras exponerle sus argumentos, Marge le da la razón. Ella le dice a Homer que se disculpe, así que él escribe una carta de disculpa a Flanders, que no sale muy bien. Éste recupera desesperadamente todos los objetos que Homer tomó prestados y los destruye para vengarse, diciendo que permitió que Homer tomara prestadas sus cosas porque pensaba que Homer no sabía hacerlo mejor, debido a que la carta mostraba que Homer sabía que lo que estaba haciendo estaba mal. Al intentar detenerlo, Homer choca accidentalmente con su coche contra el de Flanders, lo que desencadena una guerra entre ambos.
Más tarde, la juez Constance Harm condena a Homer y Flanders a terapia de pareja. La terapeuta, Annette, les administra una droga psicodélica como terapia. En su alucinación conjunta, aparecen como varios dúos famosos antes de luchar contra un ejército del otro. Entran en el castillo del otro para descubrir un santuario dedicado al otro. Homer se da cuenta de que Flanders es feliz y tiene éxito, y Homer se siente indigno de él, por lo que le trata mal. Flanders desearía tener la capacidad de saborear la vida tanto como Homer, pero le gusta sentirse superior a él, por lo que permite el comportamiento de Homer. Se dan cuenta de que quieren volver a su relación original y se perdonan mutuamente.

## Producción
Durante los créditos finales, se mostró un mashup de canciones interpretadas a lo largo de la serie por Bart. El mashup fue realizado por el dúo de productores The Hood Internet. Rachel Bloom interpreta a Annette, Jane Kaczmarek a la juez Constance Harm y Fiona Shaw a la señora McCormick.